# Карась, Мечислав
Мечи́слав Ка́рась (11 февраля 1924, с. Пшендзель, уезд Ниско Тарнобжегского воеводства — 10 августа 1977, Краков) — польский языковед, доктор филологических наук с 1954.

## Биография
В 1950 году окончил Ягеллонский университет в Кракове, работал в нём доцентом (с 1954), экстраординарным профессором (с 1966), ординарным профессором (с 1971), ректором (с 1972).

## Научная деятельность
Исследовал проблемы польской и славянской диалектологии и ономастики, польско-украинские межъязыковые связи («Про народні говори Ряшівщини», 1969), взаимовлияние в области древней славян, лексикографии («Маріан з Яслівськ. Лексикон слов’янсько-польський с 1641 года. Dictionarum slavo-polonicum», 1969, в соавт.).
Возглавлял подготовку издания «Малого атласа польских говоров» (пол. Mały atlas gwar polskich); работал над созданием «Словаря польских говоров» (пол. Slownik gwar polskich).
Обработал и опубликовал (совместно с И. Дзендзелевским) ценные архивы украинских диалектных материалов, собранные в 1926—1932 И. Зилинскому преимущественно  поднестровского и посанского диалектов («Исследования по украинской и польской диалектологии. Из материалов бывшей кафедры восточнославянских языков Ягеллонского университета», 1975).